# Lofoïfälle
Die Lofoifälle (auch Kabolafälle) sind ein Wasserfall, der im Nationalpark Kundelungu in der Provinz Haut-Katanga in der Demokratischen Republik Kongo liegt.

## Beschreibung
Die Wasserfälle in den Kundelungu-Bergen gehören mit 165 m Höhe zu den vier höchsten von Afrika und zu den top 100 der Welt. Frühere Messungen lagen bei etwa 350 m.
Der Lofoï-Fluss ist einer der Zuflüsse des Lufira, der wiederum Zufluss des Lualaba (Quellfluss des Kongo) ist.